# 山内ケンジ
山内 ケンジ（やまうち ケンジ、1958年11月2日 - ）は、日本のCMディレクター、舞台演出家、劇作家、映画監督。本名は山内 健司（読み同じ）で、かつてはこの名義で活動。

## 人物
1958年東京都生まれ。早稲田大学卒業。1983年、電通映画社入社。1992年フリーを経て、黒田秀樹事務所所属（2019年まで）。CMのみならず、ショートフィルムや舞台の作・演出もこなす。
演劇公演を行う際のユニット名は、城山羊の会。2008年に深浦加奈子が死去するまで、脚本・演出＝山内ケンジ、主演＝深浦加奈子、を定則に公演を行ってきた。
演劇に携わるようになってからは、劇団青年団に同姓同名の役者がいるため、名義を「山内ケンジ」と片仮名表記するようになった。2016年にはその役者の山内健司を主演に据えた「Wけんじ企画」を行っている。

## 略歴
- 2011年、『ミツコ感覚』で長編映画監督デビュー。
- 2014年、『効率の優先』で第58回岸田國士戯曲賞（白水社）最終候補[2]。
- 2015年、『トロワグロ』で第59回岸田國士戯曲賞（白水社）受賞[3]。
- 2015年、第二作監督映画『友だちのパパが好き』は第28回東京国際映画祭 日本映画スプラッシュ部門選出。
- 2016年、『水仙の花』で第19回鶴屋南北戯曲賞（光文社）最終候補[4]。
- 2016年、第三作監督映画『At the terrace テラスにて』は第29回東京国際映画祭 日本映画スプラッシュ部門選出。
- 2021年、第五作監督映画『夜明けの夫婦 Dawning on Us』は第22回東京フィルメックス[5]・メイドインジャパン部門選出。
- 2022年、『温暖化の秋―hot autumn―』で第74回読売文学賞 戯曲・シナリオ賞 受賞[6]。

## 作品

### CM
- 日清食品 日清UFO「UFO仮面ヤキソバン」（1993年 - 1995年、出演：マイケル富岡）
- 第一生命「パスポート新撰組」（出演：大沢健）
- NOVA「NOVAの日の鈴木さん」（出演：山崎一）、「NOVA友」（出演：古舘寛治、山本雅幸）
- TBCグループ「ナオミに変わる日」篇 （1997年、出演：ナオミ・キャンベル）
- 東京総合信用「トーソーシン」「アクセントは頭に」
- セガ セガサターン「立つんだ湯川専務！」
- 日光江戸村「ニャンまげ」
- 日本コカ・コーラ キュン「女子高生キュンとする」（1999年）
- CHOOP「本当は狼も好き」（出演：袴田吉彦）
- CAT'S「床下ドクターキャッツ登場」篇 （2001年）
- goo「生きることは、知ること。」
- ノーリツ「まるでリビング」
- 日清食品 日清健太郎 「健康のヒーロー健多郎」（2005年、出演：速水もこみち）
- NTTレゾナント goo / The One Spotプロジェクト 「しりたい男」篇
- クオークカード「クオーク少年」「寝室にラクダ」「忍者とバレリーナ」
- セキスイハイム東海 セキスイハイム「神様、地震はいつ来ますか」
- Goo「違うよ名前だよアタシの」（出演：平山あや）
- ソフトバンク「予想外な家族」（出演：上戸彩）
- セコム 「“くつ下”編」
- サッポロビール 生搾りみがき麦「やっぱり猫が好き」（出演：もたいまさこ、室井滋、小林聡美）
- 白岳「米焼酎しろ」（出演：くりぃむしちゅー）
- WOWOW 企業 「テレビのいま」篇（2008年、出演：初音映莉子）
- 三菱UFJニコス 「鹿に導かれた男」（出演：鈴木浩介）
- toto BIG「BIGの神様」（出演：岩松了、浅野忠信、平岩紙）
- 静岡新聞SBS 超ドS「静岡兄弟」篇（2016年）
- 新日邦「コンコルド」 （パチンコホール事業） （1998年〜2021年 静岡ローカル）

### ショートフィルム
- Smap Short Films『治療』（出演：香取慎吾、山本圭、中込佐知子）[7]
- Grasshoppa! VOL.1『ボヌールハイツ』（出演：中込佐知子、山崎一、大倉孝二）
- 世にも奇妙な物語『マンホール』（出演：香川照之、江守徹）[8]
- 演技者。『I(アイ)の世界』（出演：井ノ原快彦、京野ことみ）[9]
- 短篇.jp『プリーズ、ウェイク・アップ』（出演：深浦加奈子、初音映莉子、古舘寛治、西野まり）
- QUOQ short film『bunkatsu』（出演：初音映莉子、米村亮太朗、玄覺悠子）WEB限定
- ネスレシアター on YouTube 『デートとは何か』（出演：遠藤雄弥、松本まりか、鈴木裕樹、他）

### 長編ドラマ
- 「AXNミステリーからの挑戦状『シェリー酒は死の香り』〜あなたは解けるか?名推理に総額100万円〜」(2013年3月、出演：温水洋一、三浦俊輔、東加奈子、渡部雄作、原田麻由、永井若葉、白井珠希、古賀清、猪野学、岩谷健司、岡部たかし、KONTA、他）[10]

### 脚本
- 村松利史プロデュース『午後の男優室 発表会』「6.岡ちゃんの冒険。」（2003年）（出演者：村松利史、岩谷健司、岡部たかし、鳥居みゆき）

- 『切実』（2015年）ふじきみつ彦と共作（出演者：岡部たかし、岩谷健司、本村壮平、他）
- 『テアトルコントVol.25』(2018年)ふじきみつ彦と共作(出演者：岡部たかし、岩谷健司、本村壮平、永井若葉)
- 『巴里の４月』(2017年）ふじきみつ彦と共作・演出（出演者：宮内良・宮崎吐夢・石橋けい、他）
- 『灼熱の巴里』(2018年）ふじきみつ彦と共作・演出（出演者：宮内良・関谷春子・湯澤幸一郎、他）
- 『灼熱の巴里』(2019年）ふじきみつ彦と共作・演出（出演者：宮内良・関谷春子・湯澤幸一郎、他）

### 舞台
- 『葡萄と密会』(2004年)（出演：深浦加奈子、大沢健、村松利史、他）
- クリスマス劇『乞食と貴婦人』(2005年)（出演：深浦加奈子、他）
- 『クレブス・ペルオスの迫害と恐怖』(2006年)（出演：原金太郎、大沢健、初音映莉子、他）
- 『若い夫のすてきな微笑み』(2007年)（出演：深浦加奈子、大沢健、初音映莉子、他）
- 『新しい橋 〜le pont neuf〜』(2008年)（出演：深浦加奈子、古舘寛治、他）
- 『新しい歌 〜tyto nove pisnicky〜』(2008年)（出演：石橋けい、金谷真由美、山本裕子、他）
- 太宰治作品をモチーフにした演劇『新しい男』(2009年）（出演：三浦俊輔、石橋けい、初音映莉子、他）
- 『イーピン光線』(2010年)（出演：九十九一、KONTA、岡部たかし、金谷真由美、他）
- 『微笑の壁』(2010年)（出演：吹越満、石橋けい、東加奈子、三浦俊輔、山本裕子、他）
- 『メガネ夫妻のイスタンブール旅行記』(2011年)（出演：鈴木浩介、石橋けい、古舘寛治、他）
- 『探索』(2011年)（出演：石橋けい、猪野学、岡部たかし、永井若葉、東加奈子、牧田明宏、他）
- 『スキラギノエリの小さな事件』(2012年)（出演：石橋けい、三浦俊輔、岡部たかし、宮崎吐夢、他）
- 『あの山の稜線が崩れていく』(2012年)（出演：石橋けい、古屋隆太、永井若葉、岸井ゆきの、他）
- 『効率の優先』(2013年)（出演：鈴木浩介、石橋けい、岡部たかし、金子岳憲、松本まりか、他）
- 『身の引きしまる思い』(2013年)（出演：石橋けい、KONTA、岡部たかし、ふじきみつ彦、他）
- 『トロワグロ Trois Grotesques』(2014年)（出演：石橋けい、古屋隆太、平岩紙、橋本淳、他）
- 『仲直りするために果物を』(2015年)（出演：石橋けい、松井周、東加奈子、吉田彩乃、遠藤雄弥、他）
- 『水仙の花 narcissus』(2015年)（出演：吹越満、松本まりか、安藤輪子、島田桃依、重岡漠、他）
- Wけんじ企画『ザ・レジスタンス、抵抗』(2016年)（出演：山内健司(青年団)、他）
- 『自己紹介読本』(2016年)（出演：初音映莉子、浅井浩介、岡部たかし、富田真喜、他）
- 『相談者たち』(2017年)（出演：吹越満、安澤千草、橋本淳、村上穂乃佳、鄭亜美、折原アキラ）
- 『自己紹介読本』〜再演〜 (2018年)（出演：初音映莉子、浅井浩介、岡部たかし、富田真喜、他）
- 『埋める女 〜I am right〜』 (2018年)（出演：奥田洋平、坂倉奈津子、福井 夏、伊島 空、他）
- 『石橋けいのあたしに触らないで！』(2020年)（出演：石橋けい、吹越満、米村亮太朗、他）
- 『ワクチンの夜』(2021年)（出演：岩本えり、岩谷健司、春原愛良、中山求一郎、朝比奈竜生、岡部たかし）
- KAAT×城山羊の会『温暖化の秋 -hot autumn-』(2022年)(出演：趣里、橋本淳、岡部たかし、岩谷健司、東野絢香、笠島智、じろう(シソンヌ）
- 福井夏プロデュース『絶対♡福井夏 vol.3』(2023年)（出演：奥田洋平、福井夏、北原洲真）
- 『萎れた花の弁明』(2023年)（出演：岩谷健司、村上穂乃佳、朝比奈竜生、岡部ひろき、石黒麻衣、J.K.Goodman、原田麻由、岡部たかし）
- 『平和によるうしろめたさの為の』(2024年)（出演：古舘寛治、中島歩、福井夏、岩本えり、笠島智、岡部たかし）
- KAAT×城山羊の会『勝手に唾が出てくる甘さ』（2025年11/14(金)〜30(日) ＠KAAT神奈川芸術劇場 中スタジオ）（出演：松本まりか、じろう、岩谷健司、中山求一郎、湯川ひな、三木万侑加、岡部たかし）

### 映画
- ミツコ感覚（2011年）
- 友だちのパパが好き（2015年）
- At the terrace テラスにて（2016年）
- クソ野郎と美しき世界「慎吾ちゃんと歌喰いの巻」（2018年）
- 夜明けの夫婦 Dawning on Us（2021年）
- アジアのユニークな国（2025年）

## 受賞歴

### CM
- ソフトバンクモバイル - 白戸家シリーズ「予想外な家族」「店頭」「声変わり」「広告批評」「家族で通話」（タイムズ・アジア・パシフィックアドバタイジング・アワードテレビ部門ゴールド賞）
- 新日邦（コンコルド） - コンコルドシリーズ（第44回ACC 全日本CM フェスティバルACC 金賞第4回静岡県CM グランプリ最優秀賞）
- NOVA - NOVAの日シリーズ「同僚」「帰宅」「路地」「英語の境界線」「閉鎖」「上司と部下」（第33回ギャラクシー賞テレビCM 部門CM 大賞、他）
- TBC - 「ナオミに変わる日（ナオミ・キャンベル）」（第37回ACC 日本CM フェスティバル最優秀賞他）
- 第一生命保険 - パスポート新鮮組シリーズ「サッカー」「サーフィン」「アクセル」（第35回ACC全日本CM フェスティバル秀作賞）
- クォーク - TOSOSINとQUOQシリーズ「別れ」「出産」「ついに来たこの日」「まさかの時のクオークカード」（第40回ACC 全日本CM フェスティバルACC 金賞）
- SEGA - 「人生は退屈だ」「とある街の声」「夢」「すすめ湯川専務!」（第38回ACC 全日本CM フェスティバルACC 賞）
- 高橋酒造 - 白岳しろ「解散の危機」（第61回広告電通賞優秀賞）
- 静岡新聞&静岡放送 - 「超ドS 静岡兄弟篇」（2017年 57th ACC TOKYO CREATIVITY AWARD,ACCシルバー賞）
- 新日邦（コンコルド） - コンコルゲン夫婦シリーズ（2015年 55th ACC CM FESTIVAL,ACCゴールド賞）／2005年制作の「コンコル道を往く者」が第16回パーマネントコレクション(CM殿堂入り)／コンコルゲン夫婦・愛の勝利シリーズ（2016年 56th ACC CM FESTIVAL,ACCゴールド賞）／パヤシリーズ（2017年 57th ACC TOKYO CREATIVITY AWARD,ACCゴールド賞）／悪を食うパヤシリーズ（2018年 58th ACC TOKYO CREATIVITY AWARD,ACCゴールド賞）／新しい世界シリーズ（2019年 59th ACC TOKYO CREATIVITY AWARD,ACCゴールド賞）[11]